# Карабогет (Саркандський район)
Карабоге́т (каз. Қарабөгет) — село у складі Саркандського району Жетисуської області Казахстану. Адміністративний центр Карабогетського сільського округу.
У радянські часи село називалось Карабугет.
Населення — 1345 осіб (2021; 1274 у 2009, 1718 у 1999, 2008 у 1989).